# Conferencia Mundial de Hindi
La Conferencia Mundial de Hindi (विश्व हिन्दी सम्मेलन en hindi) es una conferencia internacional sobre lengua hindi en la que participan académicos vinculados con la lengua hindi, escritores, y amantes del hindi en general de todas partes del mundo, con el objetivo de contribuir al desarrollo y expansión de esa lengua.
Hasta el momento, se han llevado a cabo nueve Conferencias Mundiales de Hindi en diversos países del mundo, incluyendo India, Reino Unido, Estados Unidos, Mauricio, Surinam y Trinidad y Tobago.  La última Conferencia Mundial de Hindi tuvo lugar en Johannesburgo (Sudáfrica), en septiembre de 2012. La Décima Conferencia Mundial de Hindi podría realizarse nuevamente en India.
Las Conferencias Mundiales de Hindi son parte del programa de Promoción de Hindi en el Extranjero (PHA por sus siglas en inglés), cuya implementación lidera el Ministerio de Asuntos Exteriores de la República de la India.

## Historia
| N.º | Fecha                       | Ciudad        | País                         |
| --- | --------------------------- | ------------- | ---------------------------- |
| 1   | 10-12 de enero de 1975      | Nagpur        | Bandera de la India          |
| 2   | 28-30 de agosto de 1976     | Port Louis    | Bandera de Mauricio          |
| 3   | 28-30 de octubre de 1983    | Nueva Delhi   | Bandera de la India          |
| 4   | 2-4 de diciembre de 1993    | Port Louis    | Bandera de Mauricio          |
| 5   | 4-8 de abril de 1996        | Puerto España | Bandera de Trinidad y Tobago |
| 6   | 14-18 de septiembre de 1999 | Londres       | Bandera del Reino Unido      |
| 7   | 6-9 de junio de 2003        | Paramaribo    | Bandera de Surinam           |
| 8   | 13-15 de julio de 2007      | Nueva York    | Bandera de Estados Unidos    |
| 9   | 22-24 de septiembre de 2012 | Johannesburgo | Bandera de Sudáfrica         |

### Objetivos
Los objetivos principales de las Conferencias Mundiales de Hindi son:
- Propagar el hindi en el exterior, promover su enseñanza y la investigación sobre esta lengua.
- Promover el hindi como lengua global.
- Incentivar a los extranjeros y a la gente de origen indio a producir investigaciones y creaciones originales en esta lengua.
- Establecer la relevancia del hindi en el mundo globalizado.
- Interactuar con escuelas, universidades, organizaciones no gubernamentales, institutos e individuos involucrados en la enseñanza y propagación del hindi en el extranjero, comprendiendo sus necesidades y respondiendo a las propuestas relevantes que tengan.

### Primera Conferencia Mundial de Hindi[3]
La Primera Conferencia Mundial de Hindi se realizó en Nagpur (Maharastra, India), del 10 al 12 de enero de 1975, y fue inaugurada por la entonces primera ministra de la India Indira Gandhi. El entonces vicepresidente de la República, B.D.Jatti presidió el Comité de Organización Nacional del evento.
El lema de la Conferencia fue vasudhaiva kuṭumbakam (frase en sánscrito que significa “el mundo es una sola familia”). Seewoosagur Ramgoolam, primer ministro de Mauricio, fue el invitado de honor.
El evento contó con la participación de delegados de más de 30 países.
Durante la Conferencia, se otorgaron reconocimientos a quince escritores de lenguas vernáculas de la India y a doce escritores en lengua hindi. Se otorgó también un reconocimiento especial al Pandit Nand Kumar Awasthi por su transcripción del Corán al alfabeto devanagari y a Basheer Ahmed Mayookh por su traducción de los Vedas al hindi.
El Gobierno de la India emitió una estampilla especial en conmemoración del evento.

### Segunda Conferencia Mundial de Hindi[5]
La Segunda Conferencia Mundial de Hindi se realizó en Port Louis (Mauricio), del 28 al 30 de agosto de 1976. La organización del evento estuvo a cargo del entonces primer ministro de Mauricio, Seewoosagur Ramgoolam.
Al igual que en la primera Conferencia, el lema de la Segunda fue vasudhaiva kuṭumbakam. 
El evento contó con la participación de delegados de más de 17 países.
Tal como había ocurrido con la Conferencia anterior, el Gobierno de Mauricio emitió tres estampillas especiales en conmemoración del evento.

### Tercera Conferencia Mundial de Hindi[6]
La Tercera Conferencia Mundial de Hindi se realizó nuevamente en India, esta vez en la ciudad de Nueva Delhi, del 28 al 30 de octubre de 1983 y, al igual que la Conferencia de 1975, fue inaugurada por Indira Gandhi.
El lema de la Conferencia, al igual que en las dos ediciones anteriores, fue vasudhaiva kuṭumbakam. 
La ceremonia inaugural contó con la presencia destacada del académico R.S. McGregor.
El evento contó con la participación de 6566 delegados.
Durante la Conferencia, se otorgaron reconocimientos a un total de 41 académicos, nacionales de India y extranjeros.
En ocasión de la Conferencia, se lanzaron las revistas Bhasha, Gangnanchal y Akshara.

### Cuarta Conferencia Mundial de Hindi[7]
La Cuarta Conferencia Mundial de Hindi se realizó nuevamente en Port Louis, del 2 al 4 de diciembre de 1993, y fue inaugurada por el entonces primer ministro de Mauricio Anerood Jugnauth.
El lema de la Conferencia, al igual que en las ediciones anteriores, fue vasudhaiva kuṭumbakam. 
Durante el evento se otorgó un reconocimiento a cuatro académicos de Mauricio.
La ceremonia de clausura fue liderada por el vicepresidente de Mauricio, Rabindrah Ghurburrun.

### Quinta Conferencia Mundial de Hindi[8]
La Quinta Conferencia Mundial de Hindi se realizó en Puerto España (Trinidad y Tobago), del 4 al 8 de abril de 1996, y fue inaugurada por el entonces primer ministro de Trinidad y Tobago, Basdeo Panday.
El tema de la Conferencia fue “Los inmigrantes indios y el hindi” (aapravasi bharatiya aur hindi).
La delegación de la India estuvo liderada por el Gobernador del estado de Arunachal Pradesh, Mata Prasad.
Durante la Conferencia, se otorgaron reconocimientos a un total de 18 académicos, nacionales de la India y extranjeros.

### Sexta Conferencia Mundial de Hindi[9]
La Sexta Conferencia Mundial de Hindi se realizó en Londres (Reino Unido), del 14 al 18 de septiembre de 1999, y fue inaugurada por Vasundhara Raje, Ministra de Asuntos Exteriores de la República de la India y líder de la delegación de ese país.
La invitada de honor fue la ministra de Comercio e Industria del Reino Unido, Patricia Hewitt.
El tema de la Conferencia fue “El hindi y las generaciones futuras” (hindi aur bhavi pidhi). 
El evento contó con la participación de 700 delegados de 21 países.
Durante la Conferencia, se otorgaron reconocimientos a un total de 33 académicos, nacionales de la India y extranjeros.
La Conferencia se aprovechó para conmemorar los cincuenta años del hindi como lengua oficial de la República de la India.

### Séptima Conferencia Mundial de Hindi[10]
La Séptima Conferencia Mundial de Hindi se realizó en Paramaribo (Surinam), del 5 al 9 de junio de 2003, y fue inaugurada por el presidente de Surinam, Ronald Runaldo Venetiaan.
El líder de la delegación india fue Digvijay Singh, ministro de Asuntos Exteriores.
El tema de la Conferencia fue “El hindi global: Desafíos del nuevo siglo” (vishwa hindi: nai shatabdi ki chunautiyan). 
El evento contó con la participación de delegados de más de 16 países.
Durante la Conferencia, se otorgaron reconocimientos a un total de 26 académicos, nacionales de la India y extranjeros.

### Octava Conferencia Mundial de Hindi[11]
La Octava Conferencia Mundial de Hindi se realizó en Nueva York (Estados Unidos), del 13 al 15 de julio de 2007, en la sede de la Organización de las Naciones Unidas. La inauguración del evento estuvo a cargo del ministro de Asuntos Exteriores de la India y líder de la delegación de ese país Anand Sharma.
El evento inaugural contó con la presencia de personas destacadas como Dharam Beer Gokhul (Ministro de Educación y Recursos Humanos de Mauricio), Rajendra Mahato (Ministro de Industria, Comercio y Suministros de Nepal) y Ban Ki-moon (Secretario General de la ONU).
La ceremonia de clausura, en tanto, contó con un discurso del Dr. Karan Singh, Presidente del Consejo Indio para las Relaciones Culturales (ICCR por sus siglas en inglés).
El tema de la Conferencia fue “El hindi en el escenario global” (vishwa manchan par hindi). 
El evento contó con la participación de un total de 866 delegados.
Durante la Conferencia, se otorgaron reconocimientos a un total de 40 académicos, 20 nacionales de la India y 20 extranjeros.

### Novena Conferencia Mundial de Hindi[12]
La Novena Conferencia Mundial de Hindi se realizó en Johannesburgo (Sudáfrica), del 22 al 24 de septiembre de 2012. El Gobierno de la República de la India expresó su decisión de que este evento se efectúe en Sudáfrica “en reconocimiento a los lazos históricos, cercanos y crecientes de India con el continente africano”.
El tema de la Conferencia fue “La identidad a través de la lengua y el contexto mundial del hindi” (bhasha ki asmita aur hindi ka vaishvik sandarbh). 
El evento fue inaugurado en forma conjunta por la ministra de Asuntos Exteriores de la India Preneet Kaur y el ministro de Finanzas de Sudáfrica, Pravin Gordhan.
Durante la Conferencia, se otorgaron reconocimientos a un total de 41 académicos, 20 nacionales de la India y 21 extranjeros.

## Resoluciones

### Primera Conferencia Mundial de Hindi[15]
- Que se realicen esfuerzos tendientes a que el hindi sea reconocido como una de las lenguas oficiales de las Naciones Unidas.
- Que se cree la Vishwa Hindi Vidyapeeth (Escuela Mundial de Hindi) en Wardha (Maharastra).
- Que se desarrolle un plan detallado para asegurar la realización periódica de futuras Conferencias Mundiales de Hindi.

### Segunda Conferencia Mundial de Hindi[15]
- Que se cree un Centro de Hindi Global (Vishwa Hindi Kendra) en Mauricio para coordinar las actividades relacionadas al hindi en todas partes del mundo.
- Que se cree una revista internacional con miras a hacer de los lectores ciudadanos del mundo.
- Reiteración de la resolución adoptada en la Primera Conferencia con relación a los esfuerzos conducentes a que el hindi sea reconocido como lengua oficial de Naciones Unidas.

### Tercera Conferencia Mundial de Hindi[15]
- Propuesta de creación de un comité internacional dedicado a trabajar por el cumplimiento de las resoluciones adoptadas en las Conferencias Mundiales.

### Cuarta Conferencia Mundial de Hindi[15]
- Que el comité organizador de la Conferencia constituya un Comité para el establecimiento de un Secretariado que tenga por objetivo el desarrollo y la promoción del hindi como lengua internacional.
- Expresión de apoyo a las resoluciones tomadas en las Conferencias anteriores. Pedido por el pronto establecimiento de una Escuela Mundial de Hindi y de un Centro de Hindi Global.
- Que más gobiernos y universidades establezcan Departamentos relacionados con la enseñanza del hindi.
- Que se fortalezcan las relaciones entre India y aquellos países con diáspora india mediante estaciones de radio, televisión y agencias de noticias en hindi.
- Que aquellos amantes del hindi lo utilicen cada vez con más frecuencia en su trabajo personal y público.
- Que se intensifiquen los esfuerzos por hacer que el hindi sea reconocido como lengua oficial de las Naciones Unidas.

### Quinta Conferencia Mundial de Hindi[15]
- Que se desarrolle una relación vibrante entre el hindi y los ciudadanos de origen indio en el mundo, de forma de que el hindi obre de lengua de contacto y se cree, así, una plataforma mundial hindi.
- Reiteración del pedido de creación de un Secretariado Mundial.
- Que aquellos países con ciudadanos de origen indio tomen medidas conducentes a la enseñanza del hindi a diferentes niveles.
- Que los académicos involucrados en la promoción del hindi en aquellos países con una diáspora india considerable soliciten el apoyo de los respectivos gobiernos para otorgar apoyo diplomático a la solicitud de hacer del hindi una de las lenguas oficiales de Naciones Unidas.

### Sexta Conferencia Mundial de Hindi[15]
- Que el Gobierno de Mauricio inicie acciones para el establecimiento de un Secretariado Mundial de Hindi.
- Que el hindi sea reconocido como una de las lenguas de Naciones Unidas.
- Que el Gobierno de la India establezca una agencia central que se encargue del desarrollo de las últimas tecnologías informáticas en relación con el hindi.
- Que se tomen medidas para popularizar el hindi en las generaciones jóvenes.
- Que el Gobierno de la India coordine con sus misiones en el extranjero para la correcta provisión y equipamiento de las instituciones educativas dedicadas a la enseñanza del hindi.

### Séptima Conferencia Mundial de Hindi[15]
- Que el hindi sea reconocido como una de las lenguas oficiales de Naciones Unidas.
- Que se creen más Departamentos de Hindi en universidades extranjeras y que se fortalezca la enseñanza del hindi en el exterior.
- Que se propague el hindi en general, particularmente entre las personas de origen indio.
- Que se desarrolle una página web en hindi y se haga uso de la tecnología de la información en la promoción del hindi.
- Que se publique un directorio de académicos vinculados al hindi.
- Que se celebre el Día Mundial del Hindi cada año.
- Que se establezca un Consejo Hindi para el Caribe.

### Octava Conferencia Mundial de Hindi[15]
- Que se cree un currículo estándar para la enseñanza del hindi como segunda lengua.
- Que el Secretariado Mundial de Hindi desarrolle una página web destinada a la popularización del hindi.
- Que se incentive la creación de libros técnicos y científicos en hindi.
- Que se cree una base de datos de universidades extranjeras donde se enseña hindi, así como de profesores vinculados a la enseñanza del hindi.
- Que se creen becas de investigación para académicos extranjeros en la Universidad Internacional de Hindi Mahatma Gandhi (Mahatma Gandhi Antarrashtriya Hindi Vishwavidyalaya) en Wardha.
- Que el hindi se utilice como lengua en el ámbito científico y en el comercial, además de en el literario.

### Novena Conferencia Mundial de Hindi[16]
- Que el Secretariado Mundial de Hindi en Mauricio cree una base de datos que contenga información acerca de las universidades, escuelas e instituciones educativas involucradas en la enseñanza de la lengua hindi en diferentes partes del mundo. Que esa base de datos contenga también información acerca de los académicos y escritores involucrados en la promoción del hindi en todas partes del mundo.
- Que se continúe con la tarea de desarrollo de herramientas informáticas aplicadas al hindi.
- Autorización para que la Universidad Internacional de Hindi Mahatma Gandhi prepare un currículo estándar para la enseñanza de hindi a extranjeros.
- Expresión de apoyo a la realización continuada de Conferencias Temáticas Regionales de Hindi, en los lapsos de tiempo entre las Conferencias Mundiales.
- Llamado a la realización de un plan de acción concreto con miras a que el hindi sea reconocido como lengua oficial de las Naciones Unidas.
- Recomendación de que las Conferencias Mundiales de Hindi no estén separadas por un lapso de tiempo mayor a tres años.